# Messepalast Beijing

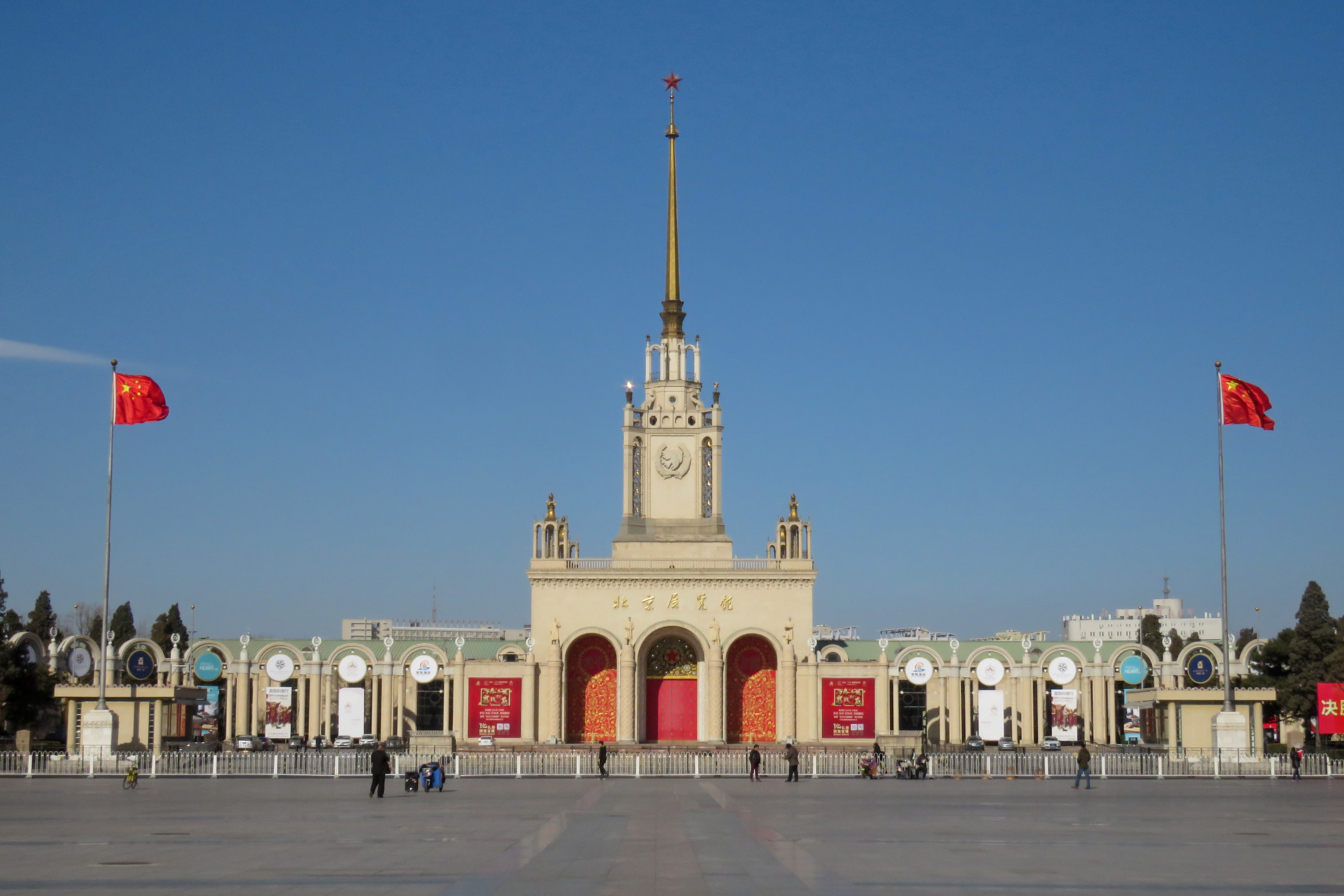
Messepalast Běijīng

Der Messepalast Běijīng (chinesisch 北京展览馆 Běijīng Zhǎnlǎnguǎn, englisch Beijing Exhibition Centre) wurde 1954 errichtet und dient Messen und Ausstellungen.

## Lage
Der Messepalast befindet sich unmittelbar neben dem Zoo im Westen der Stadt am Gāoliáng-Kanal (Gāoliáng Hé 高梁河), in der Nähe der U-Bahn-Station Xīzhímén (西直门) und dem Nordbahnhof.

## Geschichte
Die Pläne für die Errichtung des Messepalastes gehen auf Gespräche während eines Besuches von Lǐ Fùchūn 李富春, dem stellvertretenden Vorsitzenden der Wirtschaftskommission beim Staatsrat in der Sowjetunion im Jahr 1952 zurück. Die sowjetische Seite schlug u. a. die Errichtung von sowjetischen Messepalästen in mehreren Städten vor, von denen vier realisiert wurden. Neben dem Messepalast in Běijing handelt es sich um das Hochhaus der chinesisch-sowjetischen Freundschaft in Shànghǎi (上海中苏友好大厦), das Hochhaus der chinesisch-sowjetischen Freundschaft in Guǎngzhōu (广州中苏友好大厦) und den Palast der chinesisch-sowjetischen Freundschaft in Wǔhàn (武汉中苏友好宫).
Im Frühjahr 1953 wurde der Ort für den Bau des Komplexes in Běijīng bestimmt.
Am 15. Oktober 1953 erfolgte der erste Spatenstich im Beisein des Bürgermeisters Péng Zhēn sowie weiterer chinesischer Politiker und dem sowjetischen Botschafter Pawel F. Judin sowie anderer sowjetischer Diplomaten.
Der Messepalast war das erste derartige Gebäude in Beijing. Er wurde unter dem Namen »Sowjetischer Messepalast« (Sūlián Zhǎnlǎnguǎn 苏联展览馆) innerhalb eines Jahres nach Plänen und unter der Leitung sowjetischer Spezialisten von mehr als zehntausend Arbeitern und mehr als sechstausend Soldaten der Volksbefreiungsarmee errichtet und am 10. September 1954 fertiggestellt. Das Schild über dem Haupteingang mit der Inschrift »Sowjetischer Messepalast« wurde nach einer Kalligrafie von Máo Zédōng gestaltet.
Das gesamte Areal umfasste 1350 Hektar und verfügte über eine eigene Bahnverbindung. Für den Publikumsbetrieb wurde eine Busverbindung eingerichtet.
Am 2. Oktober 1954 wurde die »Ausstellung der Errungenschaften des wirtschaftlichen und kulturellen Aufbaus in der Sowjetunion« (苏联经济及文化建设展览会) anlässlich des Besuches von Nikita Chrustschow in China eröffnet. An der Eröffnung nahmen u. a. der Dalai Lama und der Bainqên Erdeni teil. Die Ausstellung umfasste mehr als 11.500 Exponate aus der Sowjetunion. Weitere Ausstellungen waren die »Ausstellung der Errungenschaften aus zehn Jahren des sozialistischen Aufbaus in der Tschechoslowakei« (捷克斯洛伐克十年社会主义建设成就展览会) und die »Ausstellung japanischer Waren« (日本商品展览会) im Jahr 1956.
Das Restaurant »Moskau« (Mòsīkē cāntīng 莫斯科餐厅) in der Anlage verfügte eine der modernsten technischen Ausstattungen der Welt: Elektrogeräte zur Zubereitung von Speisen sowie zur Reinigung von Geschirr und Textilien.
Bereits am 27. September 1957 beantragte das Verwaltungskomitee des Messepalastes eine Umbenennung in »Messepalast Běijīng« sowie die Ersetzung des sowjetischen Staatswappens an der Fassade über dem Haupteingang durch das chinesische Wappen. Im Jahr 1958 wurde der Komplex in »Messepalast Beijing« umbenannt.
In den 1980er Jahren wurde der Messepalast von einer staatlichen Institution in ein Unternehmen verwandelt. In der Folge wurden mehrere Subunternehmen und Joint Ventures gegründet.

## Architektur

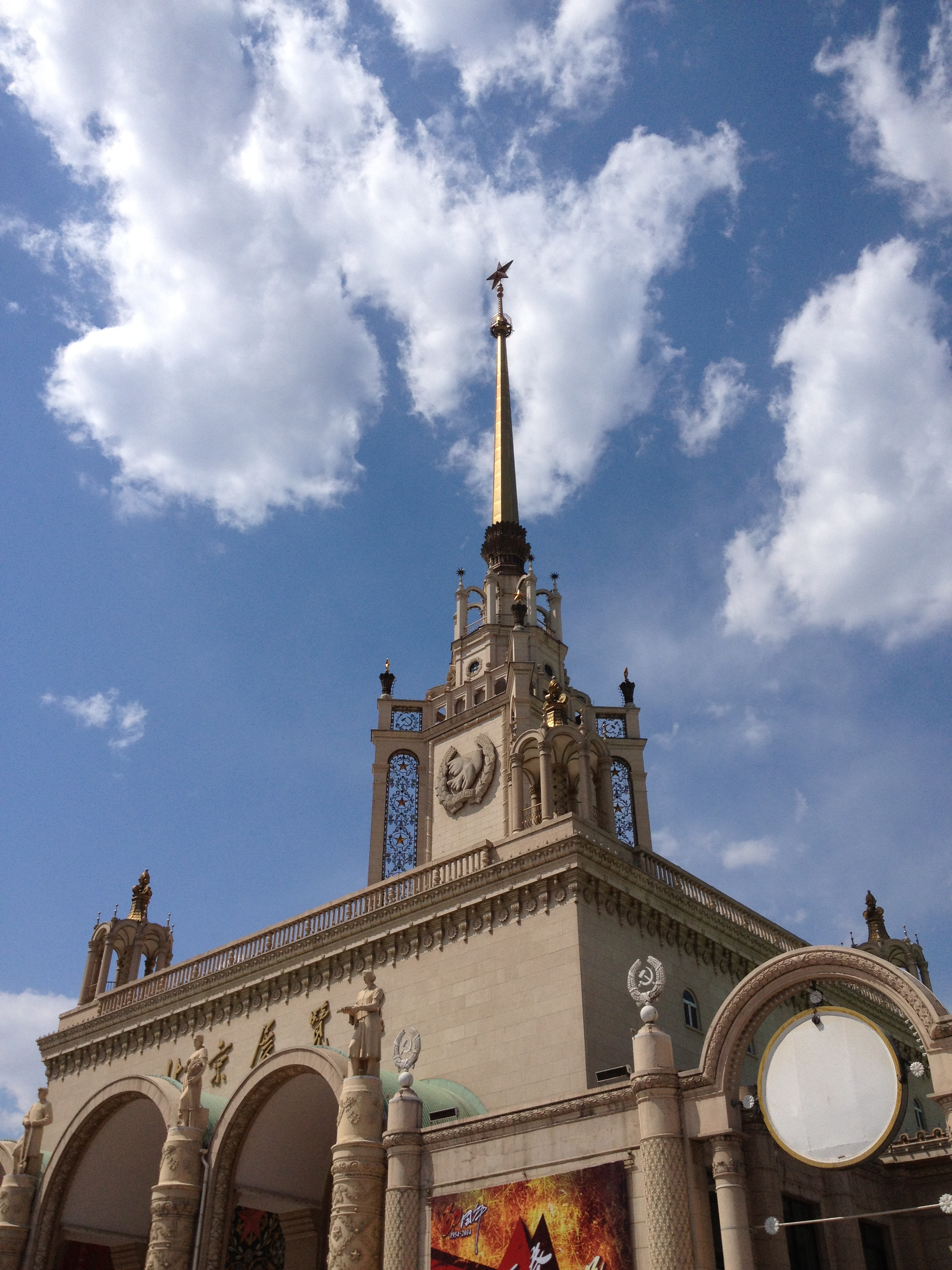
Hauptgebäude mit goldener Turmspitze

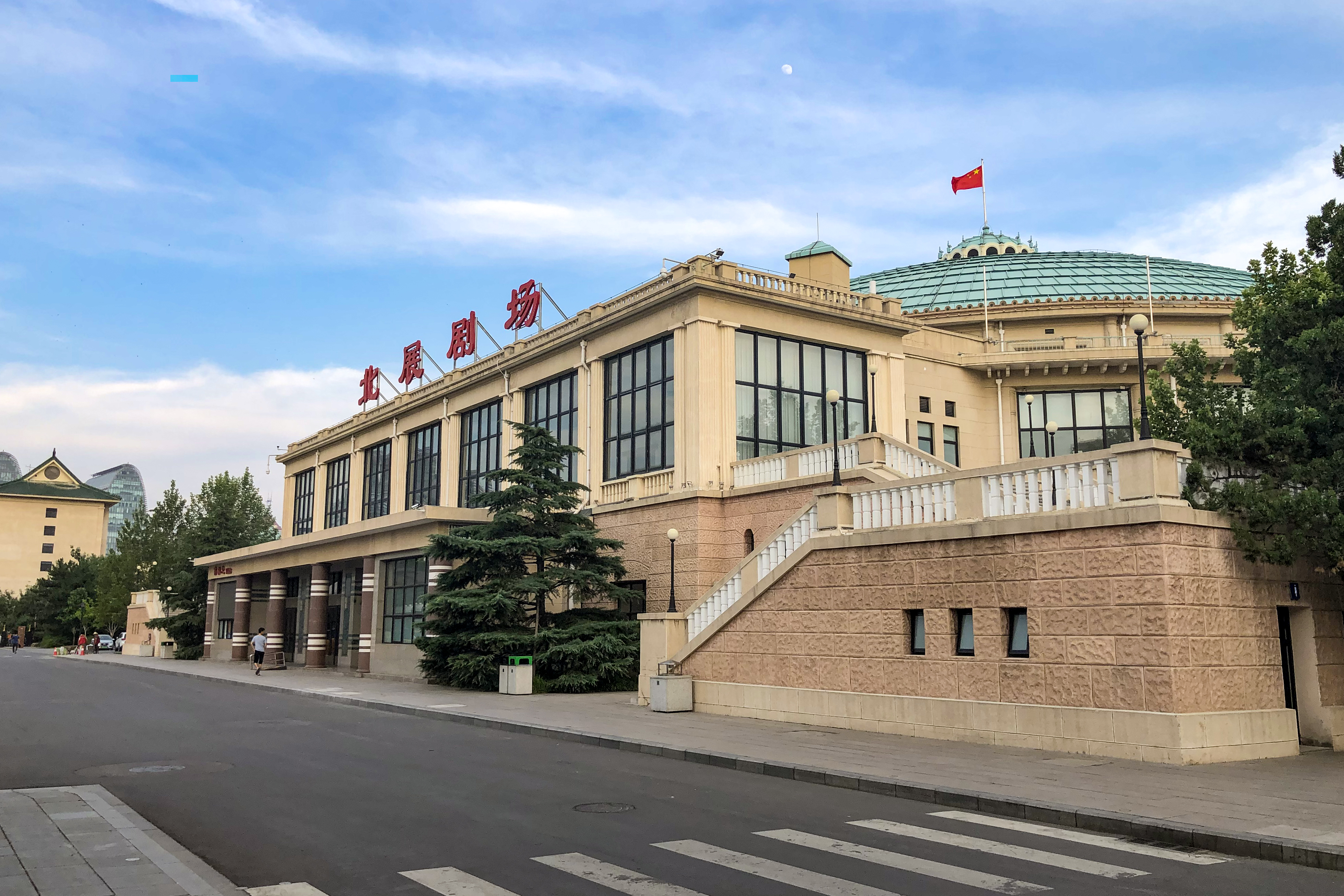
Theatersaal (Běizhǎn jùchǎng 北展剧场)

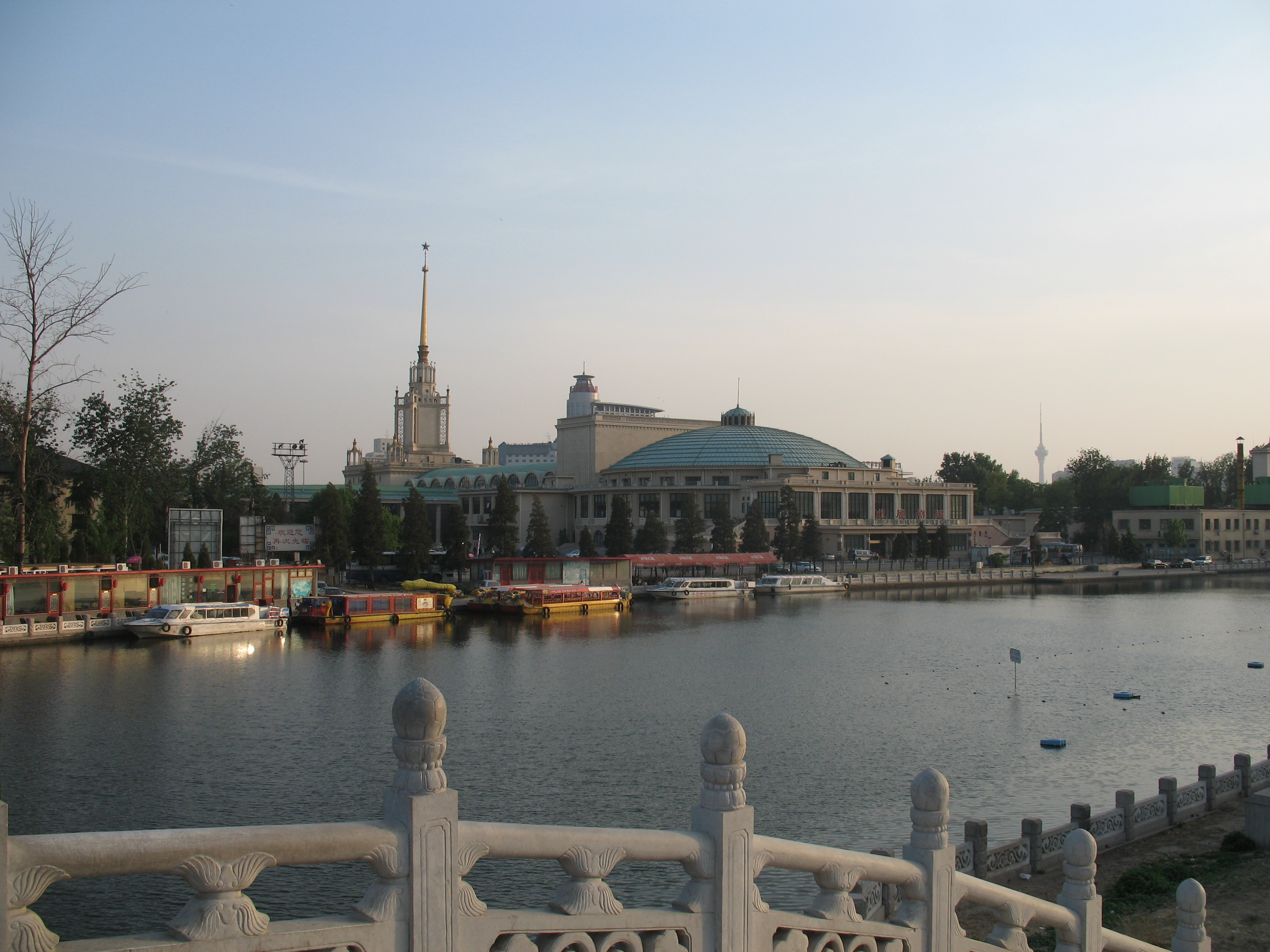
Rückansicht des Messepalastes: Teich, Theatersaal (mit grünem Kuppeldach) und Hauptgebäude (mit goldener Turmspitze)

Der Messepalast befand sich zunächst außerhalb der Stadtmauer in einem unverbauten Gebiet und war von Feldern umgeben.
Die Planung stellte die chinesischen Beteiligten vor bisher noch nie dagewesene Herausforderungen. In einer Propagandabroschüre von 1954 heißt es: »Die Planung umfasst mehr als 15 000 Konstruktionszeichnungen und 50 000 Baupläne, die nebeneinandergelegt eine Strecke von 50 Kilometern ergeben.« Das Gebäudevolumen betrug 328 000 Kubikmeter.
Ursprünglich war der Messepalast wie folgt gegliedert:
- Zentrale Halle (中央大厅)
- Industriehalle (工业管)
- Landwirtschaftshalle (农业管)
- Kulturhalle (文化馆)
- Filmhalle (电影馆)
- Amphitheater (露天剧场)
- Restaurant (餐厅)
- Foyer (门厅)

Der Komplex ist symmetrisch an einer Nord-Süd-Achse angelegt und in einem russisch- bzw. sowjetisch-chinesischen Stil gestaltet. Die Ost-West-Achse der Anlage verlief durch das Stadttor Xīzhímén; die Nord-Süd-Achse verläuft durch den Tiānníng-Tempel.
Das Hauptgebäude ist von einem schlanken Turm mit vergoldeter Spitze (Helm) gekrönt, die einen roten Stern trägt.
Eine halbkreisförmige Kolonnade aus achtzehn Säulen umgibt den Platz vor dem Haupteingang des Gebäudekomplexes. Zwischen den Säulen befanden sich ursprünglich die Wappen der sechzehn Teilrepubliken der Sowjetunion, und über dem Haupteingang befand sich das Wappen der Sowjetunion.
Das Hauptgebäude war zur Zeit seiner Errichtung das größte moderne Bauwerk der Stadt. Neben dem Hauptgebäude umfasste der Komplex zwei große Ausstellungsflächen im Freien westlich und östlich des Gebäudes, sowie ein Freilufttheater (das später überdacht wurde) und ein Kino. Im Westen des Komplexes befindet sich das Restaurant »Moskau«. Ganz im Norden der Anlage, anschließend an das Amphitheater, wurde ein künstlicher Teich angelegt.
Seit dem Bauboom der letzten Jahrzehnte wirken die zehn Großbauwerke im »sowjetischen Zuckerbäckerstil«, die bis 1959 in Běijīng errichtet wurden – darunter der Messepalast – heute wie Miniaturen.